# 扬名立万
《扬名立万》（英語：Be Somebody）是2021年11月19日公映的中国大陆悬疑喜剧片。导演刘循子墨，监制韩寒，主演尹正、邓家佳、喻恩泰、杨皓宇、陈明昊、秦霄贤、张本煜、柯达。
故事以抗日战争结束、1945年后的上海为背景。即将破产的陆子野为解决自身危机，预备拍摄以三老被杀案为题材的高票房电影。他连蒙带骗，请来了五位电影人在三老被杀案现场展开讨论。

## 演员陣容
| 演員   | 角色   | 简介                                                   |
| 尹 正  | 李家辉 | 因揭露政府军政部丑闻，被封杀的记者。转行编剧。         |
| 邓家佳 | 苏梦蝶 | 再婚后，财务困难的女明星。她因离婚、再婚，被报纸攻击。 |
| 喻恩泰 | 郑千里 | 烂片导演。                                             |
| 杨皓宇 | 关静年 | 过气的默片皇帝。                                       |
| 陈明昊 | 陆子野 | 即将破产的流氓大亨。                                   |
| 秦霄贤 | 海兆豐 | 上海警察局文职。看管齐乐山。                           |
| 张本煜 | 齐乐山 | 原中国远征军军人，夜莺的同伴，三老案凶手。             |
| 柯 达  | 陈小达 | 曾在美国好莱坞闯荡的武打演员。                         |
| 邓恩熙 | 夜 莺  | 齐乐山战友的女儿。歌女。参与三老案。                   |
| 余皑磊 | 黑衣人 | 八处（军统曾设八处）派出处理三老案的人物。             |
| 白 客  | 年轻人 | 照像馆工人                                             |
| 赵文瑄 | 老 者  | 照像馆老板                                             |

## 票房
2021年11月20日，影片上映9日，总票房突破3亿人民币，27日破5亿。该电影总票房高达9.27亿，成为中国2021年度票房前10的电影，票房口碑双丰收。
| 上一届： 《007：生死交戰》 | 2021年中国内地一周票房冠军 第45-47週 | 下一届： 《古董局中局》 |

## 奬項
| 年份   | 颁奖典礼                             | 奖项                     | 入圍者                         | 结果 |
| ------ | ------------------------------------ | ------------------------ | ------------------------------ | ---- |
| 2022   | 第十四屆澳門國際電影節               | 最佳編劇                 | 里八神、劉循子墨、張本煜、柯達 | 提名 |
| 2022   | 第十四屆澳門國際電影節               | 最佳女主角               | 鄧家佳                         | 提名 |
| 2024年 | 中国电影导演协会2020年至2023年度表彰 | 年度青年导演（2021年度） | 刘循子墨                       | 提名 |